# 小林私
小林 私（こばやし わたし、1999年1月18日 - ）は、日本のシンガーソングライター、配信者、ライター。男性。クロニカル大崎とのユニット「このままじゃまだ死ねない」 としても活動。

## 経歴
1999年1月18日、東京都あきる野市に生まれる。
2014年、帝京八王子高等学校に入学。在学中に軽音楽部に入部し、ギターを始める。
2017年、多摩美術大学絵画学科油絵専攻に入学。2018年、YouTubeに動画投稿を始める。
2020年、YouTubeの個人チャンネルにて生配信を始める。6月11日に1stデジタルEP『生活』をリリース。12月、美月リカ、玖須正成（くすまさしげ）と共に株式会社がんばれを設立。同社の代表取締役に就任。
2021年3月15日、多摩美術大学絵画学科油絵専攻を卒業。同年6月、ダ・ヴィンチwebにて連載「私事ですが、」が開始。現在はザ・テレビジョンに移行。7月3日には『シブヤノオト』（NHK総合）にて初テレビでの生歌唱。
2022年2月、自主レーベルであるYUTAKANI RECORDSを設立。同時に株式会社がんばれを退社し、Easy Revenge Recordsから自主レーベルへと移行。
2023年4月2日、キングレコード内レーベルEVIL LINE RECORDSの兄弟レーベルとして新たに設立された新レーベルHEROIC LINEに第1弾アーティストとして所属することが発表された。
2023年6月28日、HEROIC LINEより3rdアルバム『象形に裁つ』でメジャーデビューを果たした。

## インディーズ時代
2020年に株式会社がんばれを設立後、本格的に音楽家としての活動を開始したが、1つ目のレーベルであるeasy revenge recordsに所属していた期間は多忙にも関わらずほぼ無給・2年間で約数十万円。当時は実家暮らしだったこと、YouTubeの個人チャンネルの収益が直接入っていたことを理由にギリギリ生活できていたが、終盤には2つあった銀行口座の残高がどちらも100円を切る窮地に陥っていた。
2021年1月、見かねた外部の人間に声をかけられたことをきっかけに事務所に所属。easy revenge recordsから新たに立ち上げた自主レーベル・YUTAKANI RECORDSへと移行、同時に株式会社がんばれを退社。この時、音源やジャケット等の権利の所在を理由にeasy revenge recordsと事務所の間で揉め事が生じ、結果デジタルEP“後付”が各種サブスクリプションから削除される。数ヶ月後、同じくeasy revenge recordsからリリースされたアルバム“健康を患う”と“包装”も削除されたが、後に再ミックスされたものが配信された。
easy revenge recordsとの問題が解決に向かった頃、自身を事務所に誘った人間が当時のマネージャーにパワハラをしていたことが発覚。本人はここに来て初めてブチギレ。小林が「貴方とは仕事できない、事務所も辞める」と宣言したことを機に、今度は自身と事務所の間で揉め事が発生。ジリ貧にも関わらず今までの制作にかかった金や上の人間（パワハラ加害者）に支払った金として約数百万円の支払いを社長から求められるなど、状況は修羅場と化す。そんな中キングレコードから声がかかり、状況を知ったキングレコードが手を差し伸べる形で2023年4月2日にキングレコード内レーベルEVIL LINE RECORDSの兄弟レーベルとして新たに設立された新レーベルHEROIC LINEへの所属が決まった。上記の話はキングレコードへの所属が発表された翌日のYouTube生配信にて本人から語られた内容を要約。本人が連載しているエッセイでも経緯が説明されているため、詳しくは該当記事を参照。
余談だが、「多かれ少なかれ皆色々あるけれど、同期のインディーズ・ミュージシャンの中でもここまでゴタついてる人はいない」と語るほどの状況だったにも関わらず、本人は“金銭に関して”は別に怒っていない。無給だった初期の2年間についても「お金が貰えてなかっただけで（活動自体は）とても楽しかった」と振り返っている。

## 人物・エピソード
本名は小林亮太。webメディア「マギモ」のライター。人の目を見て話せない。
好きな食べ物はチュロス、お好み焼き。嫌いな食べ物はトマト、お酒は得意では無い。
好きなゲームはパネポンと麻雀。ホラーゲームは苦手。タバコは二十歳の誕生日にキャスターの5mgにハマり、その後ロングピースを愛煙していた。2021年1月18日から禁煙を開始しており継続中。つい最近、自身のYouTubeチャンネルにて、喫煙を再開したと報告。現在は一日に3箱吸うなど、禁煙生活吸っていなかった分のタバコを吸い戻している。
ソーシャルゲーム『アイドルマスターシャイニーカラーズ』に熱中しており、担当アイドルは樋口円香。
ネタツイートが大好きで、小林も自身のTwitterで積極的にネタツイートをしている。ネタツイッタラーの才能やおこめたべおと親交が深く、配信でもよく名前が上がる。
活動名義の「小林私」の由来は、劇団ひとりのように語感がよく一般的には名前に使われない単語を使いたかったからという理由や、「私」という他者がいないと存在しえない概念である単語を使うことで客観性を持った名前にしたかったなどといったものがある。以前は「小林葵」の名義でも活動をしていた。「小林葵」の由来はできるだけ線対称の名前にしたかったから。
easy revenge recordsのプロデューサーであった美月リカは最初は小林を"かっこいいアーティスト"としてプロデュースするつもりであったが、途中で断念し小林の良さを生かした自由なプロデュースに移行した。
茶道を6年間、水泳を4年間、剣道を1年間やっていたがどれも腕前は大したことがない。小学生時代は読書に明け暮れており、中学生時代は本となりきりチャットに青春を捧げた。当時のなりきりチャットネームは「鎖神（さかみ）」であった。中学生時代は3年間家庭科部に所属していた。高校生時代は1年生から軽音部、2年生から演劇部を掛け持ちしており、どちらも部長を務めた。高校生時代に組んでいたバンド名は「mont-blanc!」でベースと喧嘩して解散。もう一つは「BLACK*RABBIT」こちらも解散済。自身の所属している音楽ユニット「このままじゃまだ死ねない」の相方、クロニカル大崎は高校の同級生である。軽音楽部では現在組んでいるユニットの相方であるクロニカル大崎がボーカルを担当し、小林はリードギターを担当していた。
高校生時代にオリモーノヴァッギーナ（現 中原くん）とテレビ番組『ゴッドタン』（テレビ東京）の企画であるマジ歌選手権の影響で弾き語りと作曲を始める。大学3年生の時にセラピストをしていたことがある。
人に体を触られることに抵抗があるが、尻は触られてもいいらしい。本人曰く柔らかいとのこと。
Vtuberに関して詳しく、一部の配信者たちと交流もある。また、何故かVtuberランキングに本人がランクインしている。
車はトヨタ・bBのZ Xバージョン煌（白）に乗車。スズキ・ワゴンRから日産・キューブに乗り換え。車の運転に自信があり、友人たちから評判が良い。以前、車のブレーキが効かなくなっても焦らず路肩にぶつけて止めた。
Yahooニュースにて記事が掲載された際に、「ワンマンライブです。僕が犬だったらワンワンライブになるんですが、非常に残念なことに人間なので今回はワンマンライブということになります。誠に遺憾です。」という本人のコメントが話題に。
シンガーソングライターの根本。とのインターネットラジオ番組『根本。小林私の人気者ラジオ』をYouTubeに不定期投稿している。
2021年、渋谷CLUB QUATTROのワンマンライブでは1部は弾き語りスタイル、2部はバンドスタイルで開催。なお2部は驚異の40分巻きで終了。「風邪」のMV撮影中に右尻に軽い火傷を負った。

## ディスコグラフィー
| 枚   | リリース日     | タイトル               | 収録曲 | 備考 |
| ---- | -------------- | ---------------------- | --- | --- |
| 1st  | 2020年6月11日  | 生活                   | 全1曲 1. 生活 | - 「生活」は当時バイトをしていた居酒屋の先輩が辞める際に餞として書かれた楽曲をアレンジしたもの。 - 配信、ダウンロードのみ - Spotify公式プレイリスト「キラキラポップジャパン」に選出 - 現在は各サブスクリプションから削除されている。                                                                                      |
| 2nd  | 2020年7月23日  | 悲しみのレモンサワー   | 全2曲 1. 悲しみのレモンサワー 2. 生活 - Acoustic Ver.                                                                     | - 「悲しみのレモンサワー」は東京都八王子市にあった居酒屋、陳陳の一周年記念ライブのために書き下ろした楽曲である。タイトルはお店の看板メニュー。 - 配信、ダウンロードのみ - Apple Musicオフィシャルキュレーター『THE MAGAZINE』プレイリストの "INDEPENDENT MONSTER" に選出 - 現在は各サブスクリプションから削除されている。 |
| 3rd  | 2020年11月7日  | 風邪                   | 全3曲 1. 風邪 2. 悲しみのレモンサワー - Acoustic Ver. 3. スープが冷めても - Acoustic Ver.                                 | - 配信、ダウンロードのみ - 現在は各サブスクリプションから削除されている。 |
| 4th  | 2021年6月30日  | 後付                   | 全5曲 1. 後付 2. サラダとタコメーター - Acoustic 3. 飛日 - Acoustic 4. 花も咲かない束の間に - Acoustic 5. 共犯 - Acoustic | - 配信、ダウンロードのみ - 各サブスクリプションにて全国配信。 - 16日より「後付」のみ先行配信 - 29日までのiTunesでの販売予約でデジタルブックレットがDLできる。 - 現在は各サブスクリプションから削除されている。 |
| 5th  | 2022年1月21日  | どうなったっていいぜ   | 全1曲 1. どうなったっていいぜ                                                                                             | - 作詞作曲と編曲、mv撮影も含め全て清竜人がプロデュースしたものとなっている。 - 配信、ダウンロードのみ - 各サブスクリプションにて全国配信。 |
| 6th  | 2022年2月23日  | 生活(rearrange)        | 全1曲 1. 生活(rearrange)                                                                                                  | - ジャケットイラストは本人が担当 - 配信、ダウンロードのみ - 各サブスクリプションにて全国配信。 - 下記のEP「笑って透明人間」と共にアルバム｢光を投げていた｣より先行配信 |
| 7th  | 2022年2月23日  | 笑って透明人間         | 全1曲 1. 笑って透明人間                                                                                                   | - ジャケットイラストは本人が担当 - 配信、ダウンロードのみ - 各サブスクリプションにて全国配信。 |
| 8th  | 2023年4月28日  | 杮落とし               | 全1曲 1. 杮落とし | - SAKURAmotiが編曲を担当 - 6月発売予定のアルバム「象形に裁つ」より先行配信 - 配信、ダウンロードのみ - 各サブスクリプションにて全国配信。 |
| 9th  | 2023年6月2日   | 花も咲かない束の間に   | 全1曲 1. 花も咲かない束の間に                                                                                             | - シンリズムが編曲を担当 - 6月発売予定のアルバム「象形に裁つ」より先行配信 - 配信、ダウンロードのみ - 各サブスクリプションにて全国配信。 |
| 10th | 2023年10月15日 | 鱗角                   | 全1曲 1. 鱗角 | - 配信、ダウンロードのみ - 各サブスクリプションにて全国配信予定。 |
| 11th | 2023年11月15日 | 可塑(田中タリラ remix) | 全1曲 1. 可塑(田中タリラ remix)                                                                                           | - 配信、ダウンロードのみ - 各サブスクリプションにて全国配信予定。 |
| 12th | 2024年1月14日  | 空に標結う             | 全1曲 1. 空に標結う | - 配信、ダウンロードのみ - 各サブスクリプションにて全国配信予定。 |

| 枚  | リリース日        | タイトル       | 収録曲 | 規格品番  | 備考 |
| --- | ----------------- | -------------- | --- | --------- | --- |
| 1st | 2021年1月20日     | 健康を患う     | 全8曲 1. 風邪 2. HEALTHY 3. 悲しみのレモンサワー 4. スープが冷めても 5. 恵日 6. 泪 7. 共犯 8. 生活 | ERRC-0002 | - 全国のタワーレコード、ヴィレッジヴァンガードにてリリースにて販売。 - 各サブスクリプションにて全国配信。 - [店別購入特典]タワレコは証明写真ステッカーと直筆メッセージ入りレシート。ヴィレヴァンはPOP風ステッカー。 - タワレコメンに選出された。 |
|     | 2021年5月2日      | 包装           | 全8曲 1. 残飾 - Acoustic Ver. 2. 地獄ばっかり - Acoustic Ver. 3. HEALTHY - Acoustic Ver. 4. リブレス - Acoustic Ver. 5. 火星ソーダ - Acoustic Ver. 6. 遊歩する男 - Acoustic Ver. 7. 香日 - Acoustic Ver. 8. アニメ漫画研究部の姫は俺のことが好きなんじゃないか - Acoustic Ver. ボーナストラック サラダとタコメーター - Acoustic Ver. |           | - 当初は配信、ダウンロードのみだったが、同年8月18日タワーレコード限定でCDがリリースされた。 - CDにはボーナストラックが収録され全9曲となっている。 - 各サブスクリプションにて全国配信。 - アレンジメント、レコーディング、ミックス、マスタリングはMasashige Kusu。 - アートワークは美月リカ。 - iTunesアルバムランキング24時間にて37位にランクイン。 |
| 2nd | 2022年3月30日     | 光を投げていた | 全8曲 1. 生活(rearrange) 2. 笑って透明人間 3. 光を投げれば 4. 飛日 5. どうなったっていいぜ 6. 冬、頬の綻び、浮遊する祈り 7. 日暮は窓辺に 8. サラダとタコメーター | YTKN-001  | - 配信はCDリリースに先行し、3月9日に行われた。 - 各サブスクリプションにて全国配信。 |
| 3rd | 2023年6月28日予定 | 象形に裁つ     | 全8曲 1. 杮落とし 2. 可塑 3. 線･辺･点 4. 四角 5. 繁茂 6. biscuit 7. 目下Ⅱ 8. 花も咲かない束の間に |           | - 1曲目の杮落としが4月28日、8曲目の花も咲かない束の間にが6月2日に先行配信。 - ジャケット写真に写るスコーンは小林の手作り |
|     | 2023年8月28日     | 原作           | 全15曲 1. 四角 2. 可塑 3. HEALTHY 4. リブレス 5. biscuit 6. 地獄ばっかり 7. スープが冷めても 8. 香日 9. 笑って透明人間 10. 光を投げれば 11. 冬、頬の綻び、浮遊する祈り 12. 飛日 13. 並列 14. 花も咲かない束の間に 15. サラダとタコメーター                                                                                           | NOPA-4974 | - 当初は配信、ダウンロードのみの予定であったが、ワンマンツアーオーラス公演にてパッケージ化が発表された - 既発曲全15曲の弾き語りバージョンを収録した、"原作"アルバム - ジャケットの文字は本人の直筆 |

| 枚  | リリース日     | タイトル | 収録曲 | 規格品番  | 備考 |
| --- | -------------- | -------- | --- | --------- | --- |
| 1st | 2020年10月28日 | 他褌     | 全11曲 1. 今夜、巣鴨で (Cover) 2. えらばれし子供たちの密話 (Cover) 3. コピーアンドペースト ~既視快晴~ (Cover) 4. よふかしのうた (Cover) 5. フライディ・チャイナタウン (Cover) 6. ヴィラン (Cover) 7. フライングゲット (Cover) 8. ハッピー・ジャムジャム (Cover) 9. リトルランプライト (Cover) 10. ドラゴンエネルギー (Cover) 11. 夜が明けたら (Cover) | ERRC-0001 | - 編曲はMasashige Kusu - 全国ヴィレッジヴァンガード及びオンラインストアにて販売。 - 各サブスクリプションにて全国配信。 - フライディ・チャイナタウンは神奈川県横浜市（横浜中華街）のご当地ソング。 |

- 読み方は「あだみつ」
- リリースに際して、ヴィレッジヴァンガード渋谷店、ヴィレッジヴァンガードPLUS越谷レイクタウン店にてインストアライブを行った。
- 渋谷店インストライブにハッピー・ジャムジャムを手掛けた樫原伸彦氏が訪れた。

### 参加作品
| 発売日         | タイトル |
| -------------- | --- |
| 2020年9月30日  | GOMESS&Yackle『Stardust (feat. 小林私)』                                                                     |
| 2020年12月16日 | t+pazolite『やけにインザレイン (feat. 小林私)』                                                              |
| 2021年6月4日   | Is-sa『Two man cell (feat. 小林私)』                                                                         |
| 2022年4月27日  | Goat『Zombie (feat. 小林私)』                                                                                |
| 2022年11月16日 | 生活は忘れて『ニュートラル (feat. 小林私)』                                                                  |
| 2023年7月21日  | America Minyo Kenkyukai『その兎はいつまでも楽しみにしていたお茶会。 (feat. 小林私, N, 雨宮にがり & のをか)』 |
| 2023年7月26日  | Goat『回転灯 (feat.ロス,小林私)』                                                                            |

### 楽曲提供
- 大渕野々花「夢.jpeg」（作詞・作曲） - デビューシングル『朱く染めて心臓』（2024年5月22日発売）収録曲[37]。
- ももいろクローバーZ「可視光線」（作詞・作曲） - シングル『Event Horizon』（2025年7月23日発売）収録曲[38]。

## 主なYouTube投稿楽曲
| 公開日 | 公開日   | タイトル                                            | 備考                                                                                     |
| ------ | -------- | --------------------------------------------------- | ---------------------------------------------------------------------------------------- |
| 2020年 | 6月6日   | 小林私 - 生活(Music Video)                          | 編曲 中村コロスケ、MV監督 Shin Ishihara                                                  |
| 2020年 | 6月20日  | 小林私 - 悲しみのレモンサワー(Music Video)          | MV監督 留置太輔(TOKYO COLORS TEC)                                                        |
| 2020年 | 12月14日 | 小林私 - 風邪(Music Video)                          | 編曲 中村コロスケ MV監督 Takasuke Kato(THINGS.) MVプロデューサー Shoko Ishizaki(THINGS.) |
| 2022年 | 1月21日  | 小林私 - どうなったっていいぜ(Music Video)          | 編曲 清竜人 MV監督 清竜人                                                                |
| 2022年 | 3月8日   | 小林私 - 冬、頬の綻び、浮遊する祈り(Music Video)    | MV監督 スミス                                                                            |
| 2023年 | 5月25日  | 小林私「杮落し」Music Video                         |                                                                                          |
| 2023年 | 6月21日  | 小林私「花も咲かない束の間に」Music Video           |                                                                                          |
| 2023年 | 7月15日  | 小林私「可塑」Music Video                           |                                                                                          |
| 2023年 | 8月28日  | 小林私「サラダとタコメーター」Recording Music Video |                                                                                          |

| 公開日         | 公開日         | タイトル                                                                                             | 備考 |
| -------------- | -------------- | --- | --- |
| 2018年12月22日 | 2018年12月22日 | 奏でよう/小林私 original                                                                             | 色彩詩人シンゴとの合作である。 |
| 2019年         | 3月5日         | 生活 originalMV                                                                                      | 小林私の代表作、生活。 |
| 2019年         | 3月7日         | 初対面の人に涙袋ぶくぶくおちんぽ欲しがりフェイスと言われた話                                         | 実話である。 |
| 2019年         | 4月16日        | そして大人に/小林私                                                                                  | |
| 2019年         | 4月30日        | 火星ソーダ/小林私                                                                                    | |
| 2019年         | 7月15日        | 泪 / 小林私                                                                                          | |
| 2019年         | 8月3日         | 残飾 / 小林私 watashi kobayashi / zansyoku                                                           | |
| 2019年         | 8月22日        | アルファツイッタラーの友人に媚びを売る歌                                                             | |
| 2019年         | 8月29日        | Endlles Spring/このままじゃまだ死ねない                                                              | |
| 2019年         | 9月19日        | 共犯 / 小林私 -liric video -                                                                         | |
| 2019年         | 11月16日       | HEALTHY 共犯 LIVE＠八王子陳陳                                                                        | |
| 2019年         | 12月17日       | 架空のアニメのイメージソングを書きました【16-sixteen-Shot】                                          | タイトルは「16-sixteen-は眠らない」 |
| 2019年         | 12月17日       | 架空の映画のイメージソングを書きました【首飾りを君に】                                               | タイトルは「Garden-doll」 |
| 2020年         | 2月5日         | フォロワーから悲しい思い出が送られてきたので歌にしました。                                           | |
| 2020年         | 4月11日        | 俺なりの桜ソング/小林私                                                                              | Twitterの企画「桜ソングで繋げよう」による楽曲。 |
| 2020年         | 4月11日        | 悲しみのレモンサワー/小林私                                                                          | |
| 2020年         | 4月28日        | 香日 / 小林私                                                                                        | |
| 2020年         | 5月30日        | フォロワーから悲しい思い出が送られてきたので歌にした                                                 | タイトルは「コンビニ受け取りのはずのオナホールが何故か家に届いた」 |
| 2020年         | 6月2日         | スープが冷めても/小林私                                                                              | |
| 2020年         | 6月19日        | 恵日/小林私                                                                                          | |
| 2020年         | 8月1日         | リブレス/小林私                                                                                      | |
| 2020年         | 8月15日        | 「ベイビーミュージックラバー」                                                                       | バンド「歴史は踊る」の小林右京と「皆は...赤ちゃん好きぃ...？」をテーマにした曲をそれぞれ作り、同じタイミングでYouTubeにアップする、というコラボ企画で誕生した楽曲である。 |
| 2020年         | 10月01日       | フォロワーの口ずさみを歌にした                                                                       | タイトルは「都憶」(とおく) |
| 2020年         | 10月11日       | 君はロックすら聴かない / 小林私&キタニタツヤ - NanyaKonoKyoku / watashi kobayashi and Tatsuya Kitani | 配信にて集めたコメントの単語から曲を作り、それをキタニタツヤが編曲したもの。                                                                                              |
| 2020年         | 11月5日        | 童貞を殺すセーターなんかじゃ童貞は殺せない                                                           | ブロガー兼ツイッタラーのマナリスと共作した楽曲。 |
| 2021年         | 1月4日         | 日暮れは窓辺に/小林私                                                                                | ある人に向けたラブソングである。 |
| 2021年         | 5月25日        | 朝は暗くて透明/小林私                                                                                | 上記と同じくある人を想って書かれた曲である。 |
| 2021年         | 6月5日         | Two man cell. / Is-sa feat.小林私 - Lyric Video                                                      | Is-saとの共同楽曲。 |
| 2022年         | 3月18日        | biscuit/小林私                                                                                       | |
| 2022年         | 6月5日         | 繁茂/小林私                                                                                          | |
| 2022年         | 7月19日        | 線・辺・点/小林私                                                                                    | |
| 2022年         | 10月6日        | 四角/小林私                                                                                          | |
| 2023年         | 2月6日         | 可塑/小林私                                                                                          | |

| 公開日 | 公開日   | タイトル                                                                  | 備考 |
| ------ | -------- | ------------------------------------------------------------------------- | --- |
| 2020年 | 9月30日  | GOMESS & Yackle『Stardust (feat. 小林私) from Originally』(MV short ver.) | Yackle / Yuuki Yamaguchi YouTubeチャンネル                                                                              |
| 2020年 | 12月12日 | t+pazolite - やけにインザレイン feat. 小林私                              | t+pazolite YouTubeチャンネル・MVのMovieはえいりな刃物が作成                                                             |
| 2020年 | 12月30日 | 小林私『生活 (Yackle Remix)』                                             | Yackle YouTubeチャンネル                                                                                                |
| 2022年 | 4月27日  | Zombie feat.小林私 - Goat                                                 | Goat YouTubeチャンネル                                                                                                  |
| 2022年 | 11月16日 | 生活は忘れて - ニュートラル feat.小林私(Music Video)                      | 生活は忘れて YouTubeチャンネル                                                                                          |
| 2023年 | 3月1日   | 並列/小林私                                                               | ゼパ YouTubeチャンネル・互いの投稿動画を交換するコラボ企画・同日小林私のYouTubeチャンネルにはゼパ個人の動画が投稿された |

## タイアップ
| 使用年 | 楽曲       | タイアップ                                                  |
| ------ | ---------- | ----------------------------------------------------------- |
| 2022年 | 後付       | 映画『さよなら グッド・バイ』主題歌                         |
| 2023年 | 杮落し     | テレビ東京系『ゴッドタン』7月度エンディングテーマ           |
| 2023年 | 鱗角       | テレビアニメ『ラグナクリムゾン』第1クールエンディングテーマ |
| 2024年 | 空に標結う | テレビアニメ『ラグナクリムゾン』第2クールエンディングテーマ |

## 出演情報
| 公演日程 | 公演日程                 | タイトル                               | 備考 |
| -------- | ------------------------ | -------------------------------------- | --- |
| 2020年   | 10月9日                  | 文化的越冬の支度                       | 自身初のワンマンライブ                                                                                          |
| 2021年   | 2月28日                  | 小林私ワンマンライブ                   | 昼公演は弾き語り、夜公演はバンドセットで行われた                                                                |
| 2021年   | 3月28日                  | 花のない花見                           | 前半は弾き語りライブ、後半はトークライブを行う2部構成                                                           |
| 2021年   | 8月18日・9月12日         | 一つ例を挙げるなら貝の剥き身の展示かな | 自身初の大阪でのワンマンライブ                                                                                  |
| 2022年   | 5月21日・6月11日         | 舞台では支配の力は諸君に宿る           | 清竜人がゲスト出演                                                                                              |
| 2023年   | 7月15日・8月5日・8月27日 | 分割・裁断・隔別する所作               | メジャーデビュー後初の東阪ワンマン。8月5日公演に歴史は踊る、8月27日公演にレトロリロンがそれぞれゲストとして出演 |

| 公演日程 | 公演日程                 | 会場                                                                                   | タイトル                                                 | 備考 |
| -------- | ------------------------ | -------------------------------------------------------------------------------------- | -------------------------------------------------------- | --- |
| 2019年   | 5月26日                  | 八王子陳陳                                                                             | 八王子陳陳 投げ銭制ライブ                                | |
| 2019年   | 9月28日                  | 八王子陳陳                                                                             | 言葉を秤量するなんて                                     | 自身主催イベント |
| 2019年   | 10月27日                 | 八王子陳陳                                                                             | Cup of twilight                                          | ハロウィン特別企画。ライブ映像が一部自身のYouTubeチャンネルに公開されている |
| 2019年   | 12月1日                  | 八王子陳陳                                                                             | 八王子陳陳1周年記念パーティー "あれから…1年経ちました!!" | このままじゃまだ死ねないとしても出演 |
| 2020年   | 1月18日                  | 八王子陳陳                                                                             | 小林生まれちゃいました                                   | 自主企画 自身21歳の誕生日イベント |
| 2020年   | 6月17日                  | 恵比寿天窓.switch                                                                      | 四月のミル                                               | 配信のみ |
| 2020年   | 6月24日                  |                                                                                        | Hiraeth #00                                              | YouTubeで無料配信 |
| 2020年   | 6月28日                  |                                                                                        | Hiraeth                                                  | オープニングアクトとして出演 |
| 2020年   | 8月16日                  |                                                                                        | Tokyo Eye 2                                              | 配信のみ |
| 2020年   | 9月17日                  | 四谷天窓                                                                               | 天窓5daysジャック 〜イワブチコタロウ×小林私×中原くん〜   | 配信のみ |
| 2020年   | 9月21日                  |                                                                                        | NIPPON CALLING2020                                       | 配信のみ |
| 2020年   | 10月28日・11月8日        | ヴィレッジヴァンガード渋谷店・ヴィレッジヴァンガード+PLUSイオンレイクタウン店          | 『他褌』リリース記念ミニライブ                           | CDサイン特典会付き |
| 2020年   | 11月17日                 | 下北沢Laguna                                                                           | Harvest Moon!!!                                          | |
| 2020年   | 12月25日                 | 八王子陳陳                                                                             | 八王子陳陳 閉店記念クリスマス配信ライブ                  | 自身の個人チャンネルにアーカイブが公開されている |
| 2021年   | 1月22日・1月30日・2月7日 | ヴィレッジヴァンガード渋谷店・タワーレコード渋谷店・タワーレコードららぽーと立川立飛店 | 1st Album『健康を患う』INSTORE EVENT                     | |
| 2021年   | 3月21日                  | 味園ユニバース                                                                         | OSAKA NIGHT PARADE vol.2~味園ユニバース復活祭~           | |
| 2021年   | 4月3日                   | 日比谷野外音楽堂                                                                       | 若者の全て #01-YOUNG, ALIVE, IN LOVE MUSIC-              | ダイジェスト映像がYUTAKANI RECORDS公式YouTubeチャンネルにて公開されている |
| 2021年   | 5月2日                   | 埼玉スーパーアリーナ                                                                   | VIVA LA ROCK 2021                                        | |
| 2021年   | 5月4日                   | 新潟市民芸術文化会館・能楽堂                                                           | 能・音楽、能・人生                                       | yamaとのアコースティック2マンライブ |
| 2021年   | 7月11日                  | 渋谷・duo MUSIC EXCHANGE                                                               | JAPAN'S NEXT 渋谷JACK                                    | 渋谷の全7会場で同時開催 |
| 2021年   | 7月18日                  |                                                                                        | YouTube Music Weeksed vol.3                              | 撮り下ろしのライブ映像を自身のYouTubeチャンネルにて配信・現在もアーカイブが公開されている |
| 2021年   | 7月25日                  | 渋谷TSUTAYA O-nest                                                                     | Welcome Home! #2                                         | Dannie May 主催2マンライブ |
| 2021年   | 8月10日                  | TOKIO TOKYO                                                                            | NEW DOM 番外編                                           | CRYAMYとのツーマンライブ |
| 2021年   | 9月4日                   | 東京藝術大学                                                                           | 藝祭2021ゲストライブ                                     | |
| 2021年   | 9月20日                  | 渋谷O-NEST                                                                             | TOKYO CALLING 2021                                       | |
| 2021年   | 10月2日 10月3日          |                                                                                        | SHIN-ONSAI 2021                                          | オープニングアクトとして両日出演・有観客が中止になり配信のみ |
| 2021年   | 10月30日                 | 明治大学 和泉キャンパス                                                                | 明大祭 Meiji Music Festival~小林私と秋の宴~              | |
| 2021年   | 11月3日                  | 日本大学藝術学部                                                                       | 日芸祭                                                   | |
| 2021年   | 11月15日                 | TSUTAYA O-EST                                                                          | Now or Never                                             | |
| 2021年   | 11月18日                 | 渋谷・duo MUSIC EXCHANGE                                                               | 中原くん×小林私                                          | MFL限定先行チケット購入者にお互いの曲をカバーしたミュージックカードを配布 |
| 2021年   | 11月21日                 | Zepp DiverCity TOKYO                                                                   | Ticket To Ride                                           | ローチケpresents |
| 2021年   | 12月5日                  | Zepp Haneda                                                                            | YouTube Music Weekend vol.4                              | 前回同様撮り下ろしのライブ映像を自身のYouTubeチャンネル似て配信・現在もアーカイブが公開されている                                                                                            |
| 2022年   | 1月9日                   | 名古屋 CLUB QUATTRO                                                                    | ビバラコーリング！                                       | |
| 2022年   | 1月27日                  | SHIBUYA CLUB QUATTRO                                                                   | CLAPPERBOARD-Enjoy the weekend!-vol.3                    | |
| 2022年   | 3月5日                   | 両国国技館                                                                             | J-WAVE TOKYO GUITAR JAMBOREE 2022 supported by 奥村組    | 同年5月7日のYouTube Music Weekend vol.5にてライブ映像が一部公開され、現在も自身のYouTubeチャンネルより視聴することができる                                                                   |
| 2022年   | 3月12日                  | 大阪城野外音楽堂                                                                       | HANGEKI FES 2022                                         | |
| 2022年   | 4月16日                  | Ginza Sony Park                                                                        | Park Live                                                | 建て替え工事中であったGinza Sony ParkからYouTubeにて生配信されたオンラインライブ・現在もSony Park公式YouTubeチャンネルにアーカイブが公開されているが、喋り過ぎのためmcが一部カットされている |
| 2022年   | 5月1日                   | さいたまスーパーアリーナ                                                               | VIVA LA ROCK 2022                                        | |
| 2022年   | 5月7日                   |                                                                                        | YouTube Music Weekend vol.5                              | 昨年10月に行われたSHIN-ONSAI 2021，同年3月に行われたTOKYO GUITAR JAMBOREE 2022のライブ映像を自身のYouTubeチャンネルにて一部配信・現在もアーカイブが公開されている                            |
| 2022年   | 5月23日                  | SHIBUYA CLUB QUATTRO                                                                   | #UDSF Up&Down Slow Fast.                                 | |
| 2022年   | 6月19日                  | Spotify O-WEST                                                                         | やついフェス                                             | |
| 2022年   | 7月1日                   | 札幌 PENNY LANE 24                                                                     | 崎山蒼志 人間旅行 2022                                   | 崎山蒼志の対バンツアー北海道公演にて出演・自身初の北海道公演 |
| 2022年   | 7月28日                  | 福岡BEATSTATION                                                                        | nova!nova!nova!                                          | 自身初の福岡公演 |
| 2022年   | 7月31日                  | CLUB Que                                                                               | 下北沢フェスごっこ                                       | |
| 2022年   | 8月24日                  | 大阪BIGCAT                                                                             | CONTACT!! vol.21                                         | |
| 2022年   | 9月17日                  | 水上高原リゾート                                                                       | NEW ACOUSTIC CAMP 2022                                   | |
| 2022年   | 10月2日                  | 新木場 若洲公園                                                                        | ぴあ50th Anniversary PIA MUSIC COMPLEX 2022              | |
| 2022年   | 10月8日                  | 愛知工業大学                                                                           | 第62回愛知工業大学大学祭                                 | |
| 2022年   | 10月9日                  | 大阪BIGCAT                                                                             | FM802 MINANI WHEEL 2022                                  | |
| 2022年   | 10月16日                 | 法政大学                                                                               | 第75回法政大学多摩祭                                     | |
| 2022年   | 10月29日                 | 東京工芸大学 厚木キャンパス                                                            | 第55回工芸祭                                             | |
| 2022年   | 11月19日                 | 京都大学                                                                               | 第64回京都大学11月祭                                     | |
| 2022年   | 12月21日                 | 新宿 LOFT & LOFT Bar Stage                                                             | IT'S LAMP!NOT MOON!                                      | |
| 2023年   | 2月23日                  | 渋谷 Spotify o-nest                                                                    | レトロリロンpresents 朝が来るまで vol.2                  | |
| 2023年   | 2月28日                  | 心斎橋BIGCAT                                                                           | 関西軽音連盟 Pre. 卒業制作イベントWonderland！！         | |
| 2023年   | 3月8日                   | 下北沢SHELTER                                                                          | 鯖祭 SABA FES vol.1                                      | |
| 2023年   | 3月24日                  | 代々木A Talk Club WOOFER                                                               | ミュージシャン大喜利トーナメント大会 第一集              | 自身初の大喜利大会。結果は準優勝 |
| 2023年   | 4月2日                   | clubasia                                                                               | SYNCHRONICITY'23                                         | |
| 2023年   | 4月15日                  | 下北沢Club251                                                                          | Chazawa Street 2023                                      | |
| 2023年   | 5月6日                   | さいたまスーパーアリーナ                                                               | VIVA LA ROCK 2023                                        | |
| 2023年   | 5月22日                  | Naked Loft Yokohama                                                                    | じゃあ、横浜で大喜利を                                   | 自身2度目の大喜利ライブ・本人は本業のライブよりも楽しみそうにしている |
| 2023年   | 7月30日                  | 渋谷チェルシーホテル・渋谷スターラウンジ                                               | TRACKDOWN                                                | 2会場でのサーキット形式 |
| 2023年   | 9月1日                   | 西永福JAM                                                                              | 第二回 #M喜利-BANKA-                                     | 前回大会トップ4として本戦から参加 |